# George Garbutt
George Garbutt   (Winnipeg, 18 de juny de 1903 - Winnipeg, 21 de setembre de 1967) va ser un jugador d'hoquei sobre gel canadenc que va competir durant la dècada de 1930.
Amb el Winnipeg Hockey Club guanyà l'Allan Cup de 1931. El 1932 va prendre part en els Jocs Olímpics de Lake Placid, on guanyà la medalla d'or en la competició d'hoquei sobre gel.
En el seu palmarès també destaca una medalla d'or al Campionat del Món d'hoquei gel de 1931.